# Люди справи
Люди справи (англ. Men of Means) — канадський бойовик 1999 року.

## Сюжет
Колись Ріко на прізвисько Куля був зіркою американського футболу. Тепер він простий гангстер і займається тим, що вибиває борги для могутнього мафіозі Томмі Коста. Ненавидячи свого боса за жорстокість і підступність, Рікі хоче за будь-яку ціну вийти з гри. І коли у нього з'являється шанс розірвати міцну хватку Томмі, він йде ва-банк. Втікши з грошима боса, захопленими у кривавій перестрілці, Ріко стає мішенню жорстокої вендети. Томмі поклявся у що б то не стало порахуватися з ним.

## У ролях
- Каела Добкін — Клео Сіммс
- Реймонд Серра — Томмі Коста
- Остін Пендлтон — Джеррі Траск
- Тоні Куччі — Анджело
- Тодд Бейкер — молодий патрульний
- Джон Джордан — Менні
- Ті Домі — Піт
- Ніколь Д'Ор — дочка
- Рон Холгейт — Макс
- Майкл Паре — Ріко «Куля» Берк